# Liste von Bergwerken im Kreis Unna

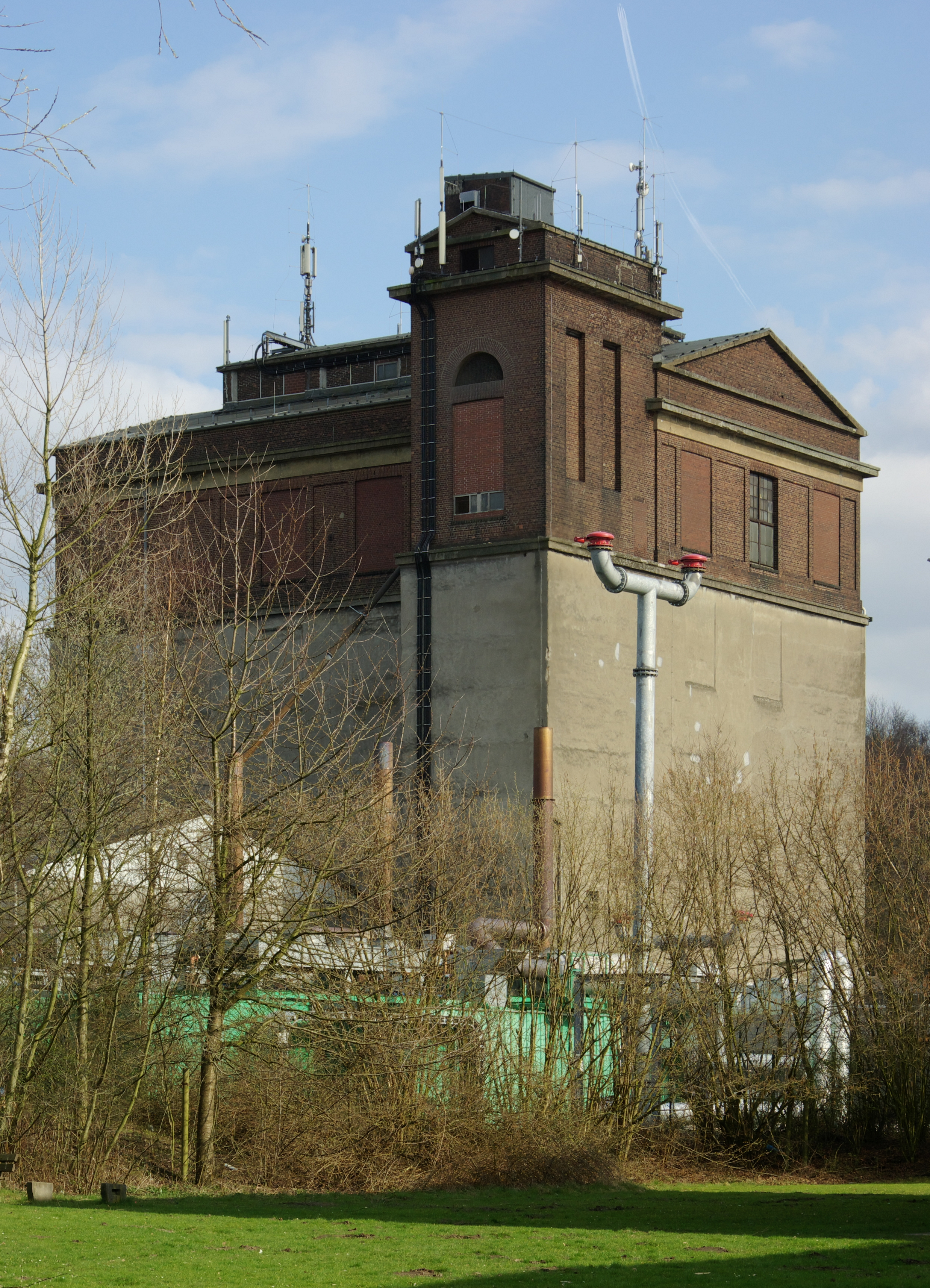
Zeche Werne Schacht 3, Werne-Rünthe, 2009

Die Liste von Bergwerken im Kreis Unna umfasst die stillgelegten Bergwerke im  Kreis Unna, Ruhrgebiet. Sie zählen zum Rheinisch-Westfälischen Kohlenrevier. 

## Geschichte
Im Kreis Unna gab es schon um 1580 die ersten Zechen. Zu Spitzenzeiten arbeiteten allein auf der Zeche Haus Aden über 7.500 Bergleute. Die letzten Schächte schlossen im Jahr 2000.

## Liste
Die Zeitpunkte bedeuten ggf. auch den Verleih der Rechte, Beginn der Teufe, bzw. Verfüllung und Abriss bis zur endgültigen Schließung. Ggf. standen die Anlagen auch zwischenzeitlich still. 

### Bergkamen
| Name         | Stadt und Ortsteil | Beginn | Ende | Anmerkungen                                 |
| ------------ | ------------------ | ------ | ---- | ------------------------------------------- |
| Grimberg 1/2 | Bergkamen          | 1893   | 1995 | Fördergerüst über Schacht 2 bleibt erhalten |
| Grimberg 3/4 | Bergkamen          | 1923   | 1994 |                                             |
| Haus Aden    | Bergkamen          | 1943   | 2001 |                                             |
| Neu Monopol  | Bergkamen          |        |      |                                             |

### Bönen
| Name           | Stadt und Ortsteil | Beginn | Ende | Anmerkungen                                                                    |
| -------------- | ------------------ | ------ | ---- | ------------------------------------------------------------------------------ |
| Königsborn 3/4 | Bönen              | 1901   | 1982 | Förderturm über Schacht 4 ist als Denkmal erhalten und kann besichtigt werden. |

### Fröndenberg
| Name            | Stadt und Ortsteil         | Beginn | Ende       | Anmerkungen |
| --------------- | -------------------------- | ------ | ---------- | ----------- |
| Frohe Ansicht   | Fröndenberg                | 1821   | 1953       |             |
| Nepomuk         | Fröndenberg-Strickherdicke | 1737   | 1780       |             |
| Zum Wilden Mann | Fröndenberg                |        | zirka 1857 |             |

### Holzwickede
| Name                 | Stadt und Ortsteil | Beginn | Ende | Anmerkungen |
| -------------------- | ------------------ | ------ | ---- | ----------- |
| Caroliner Erbstollen | Holzwickede        | 1735   | 1855 |             |
| Caroline             | Holzwickede        | 1855   | 1951 |             |
| Joseph               | Holzwickede        | 1951   | 1957 | Kleinzeche  |

### Kamen
| Name             | Stadt und Ortsteil | Beginn | Ende | Anmerkungen |
| ---------------- | ------------------ | ------ | ---- | ----------- |
| Grillo           | Kamen              |        |      |             |
| Königsborn 1/2/5 | Kamen              | 1874   |      |             |
| Monopol          | Kamen              |        |      |             |

### Lünen
| Name               | Stadt und Ortsteil | Beginn | Ende | Anmerkungen |
| ------------------ | ------------------ | ------ | ---- | ----------- |
| Minister Achenbach | Lünen              | 1900   | 1992 |             |
| Preussen           | Lünen              |        |      |             |
| Victoria           | Lünen              |        |      |             |

### Schwerte
| Name           | Stadt und Ortsteil | Beginn | Ende | Anmerkungen |
| -------------- | ------------------ | ------ | ---- | ----------- |
| Glücksfortgang | Schwerte           | 1783   | 1827 |             |
| Josephine      | Schwerte           | 1851   | 1869 |             |
| Louisenglück   | Schwerte           | 1778   | 1888 |             |
| Schottland     | Schwerte           | 1851   | 1859 |             |

### Selm
| Name    | Stadt und Ortsteil | Beginn | Ende | Anmerkungen |
| ------- | ------------------ | ------ | ---- | ----------- |
| Hermann | Selm               |        |      |             |

### Unna
| Name             | Stadt und Ortsteil | Beginn | Ende | Anmerkungen |
| ---------------- | ------------------ | ------ | ---- | ----------- |
| Alter Hellweg    | Unna               |        |      |             |
| Massener Tiefbau | Unna               |        |      |             |
| Unna             | Unna               | 1855   | 1924 |             |

### Werne
| Name  | Stadt und Ortsteil | Beginn | Ende | Anmerkungen |
| ----- | ------------------ | ------ | ---- | ----------- |
| Werne | Werne              | 1904   | 1975 |             |